# John-Antoine Nau
John-Antoine Nau, nom de ploma d’Eugène-Léon-Édouard-Joseph Torquet (San Francisco, Estats Units, 19 de novembre de 1860 - Tréboul, 17 de març de 1918) fou un escriptor en francès. El 1903 fou el primer escriptor que va rebre el premi Goncourt per la seva novel·la Force ennemie, que es va publicar al febrer del mateix any.